# 갈라티아인
갈라티아인(라틴어 Gallograeci, 그리스어 Γαλάτες)는 갈라티아라고 알려진 오늘날 터키의 소아시아 또는 아나톨리아의 북중부에 주로 거주했던 갈리아인들이다. 그들의 기원은 마케도니아를 침략했던 브렌누스가 이끄는 켈트족 이주민들의 일부이다. 기원전 278년 경에 레오타리오스 (Leotarios)와 레온노리우스의 지도하에서 트라키아를 통해 갈라티아에 정착한 켈트족들이기도 하다. 이 켈트족들은 텍토사게스족, 트로크미이족, 톨리스토보기이족, 세 개의 부족으로 이루어졌으며, 소규모 부족들이였다. 그들은 켈트어로 대화했으며, 갈라티아어는 드문드문하게 사용됐음이 확인되었다.
서기 1세기에 갈라티아인의 대다수는 사도 파울로스의 선교활동으로 기독교화되었다. 성경 (신약성경)에서 사도 파울로스의 서신 중 하나가 갈라티아 기독교 공동체에게 전달된다 (갈라디아인들에게 보낸 편지).

## 역사
프랜시스 베이컨과 다른 르네상스 작가들은 서기 3세기의 라틴 작가 유니아누스 유스티누스가 그랬던거처럼 그리스화된 야만인들을 "그리스 등지에 정착한 갈리아인"이라는 "Gallo-Graeci", "Gallo-Graecia"라 불렀다. 고대에 더 자주 사용했던 단어는 디오도로스 시켈로스의 《비블리오테카 히스토리카》 v.32.5의 Ἑλληνογαλάται(헬레노갈라타이, Hellēnogalátai)이며, 해당 장을 번역하자면, "...그리하여 그리스인들과의 관계 때문에 갈로그라키라 불린다", 서쪽의 갈리아가 아니라 그리스 동부의 갈라티아로 식별하였다.

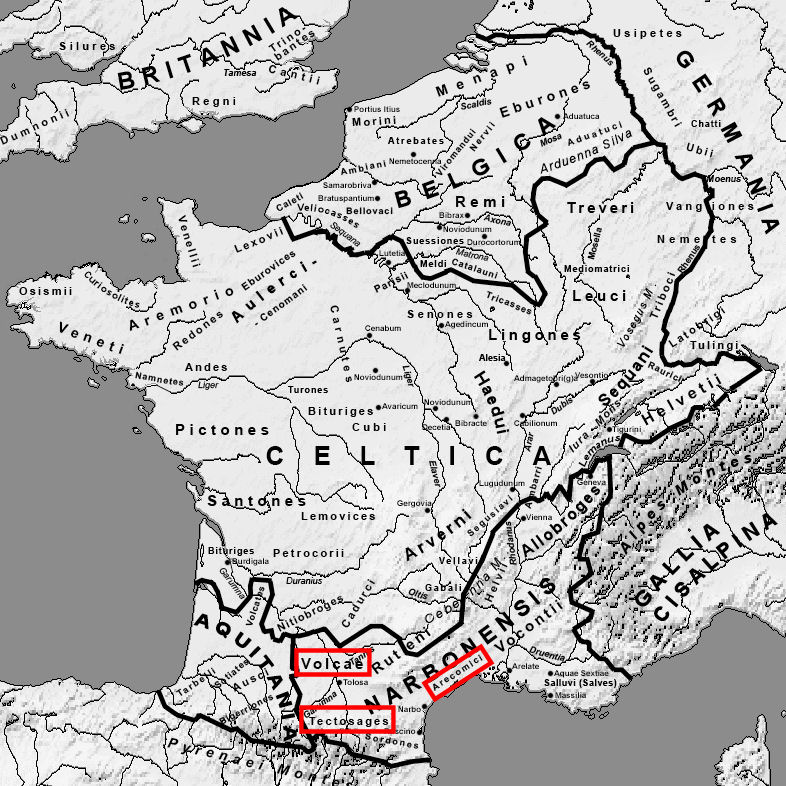
갈리아에서 텍토사게스족의 원래 위치.

브레누스는 거대한 전투 무리를 이끌고 기원전 281년에 그리스를 침공했고 델포이의 아폴론 신전을 약탈한 후 돌아갔다. 이때 남성, 여성, 아이들로 이뤄진 또다른 켈트족 무리가 트라키아를 통해 이주해왔다. 그들은 기원전 279년에 브레누스의 사람들에게서 떨어져 나간 이들이였고, 그들의 지도자 레온노리우스와 루타리우스의 지도하에에서 트라키아로 이주했다. 이 침입자들은 기원전 278년–277년에 소아시아에서 등장하는데; 다른이들은 마케도니아를 침략해서 프톨레마이오스 가문 출신 통치자 프톨레마이오스 케라우노스를 전사시키기도 했으나 디아도코이 안티고노스 1세 모노프탈모스의 손자인 안티고노스 2세 고나타스에게 패배하고 쫓겨나고 만다.
이 침략자들은 형제와의 분쟁으로 도움이 필요로 했던 니코메데스 1세의 초청으로 오게된다. 트라키아에서 세 개의 부족이 소아시아로 건너왔다. 그들은 10,000명 가량의 싸울수 있는 사내와 대략 비슷한 숫자의 여성과 어린이들이였으며, 텍토사게스족, 트로크미이족, 톨리스토보기이족 세 개의 부족으로 나뉘었다. 그들은 결국에는 셀레우코스의 전투용 코끼리가 켈트족에게 충격을 가져다준 전투에서 셀레우코스의 안티오코스 1세 소테르에게 패배하고 만다. 침략의 가속도는 떨어졌지만, 갈라티아인들이 절멸당했다는 의미는 아니였다.
대신에 이들의 이민은 옛 프리기아의 동부 지역을 포함한 아나톨리아 중부에 오랜 기간 지속된 켈트족의 영역 건설을 이끌었고, 이는 갈라티아로 알려지게 되었다. 그곳에 그들은 마침내 정착했고, 유럽으로부터 같은 종족들의 새로운 유입으로 세력이 강화되어, 그들은 비티니아에 급속도로 퍼졌고 이웃 나라를 약탈하며 지냈다.
갈리아족은 적어도 한번 프리기아의 동부 지역을 침입했었다.
갈라티아인들의 나라에 대한 구조는 스트라본이 묘사했었는데:관습과 일치하도록, 각 부족들은 재판권을 지닌 족장 ('tetrarch')이 다스리는 지역으로 나뉘었는데, 족장들은 살인의 경우를 제외하면 무제한이었다. 만약에 그 경우에는 12개의 지역에서 온 300명의 의원들은 그리스어로 Δρυνεμετον (Drunemeton 또는 Drynemeton, 갈리아어 *dru-nemeton "참나무의 성지")라고 쓰인 앙키라에서 남서쪽 20 마일 거리에 있는 성지에서 만남을 가진다. 그곳은 신성시 되는 참나무 숲 일 가능성이 높으며, 심지어 그 이름의 의미는 "참나무의 성역"이다 (drus는 "참나무"를 의미하고 nemeton은 "성지"를 뜻한다). 카파도키아의 지역민들은 그 지역의 도시들과 대부분의 토지에 대한 소유권을 잃었고, 그들의 새로운 군주에게 조공을 받쳤으며, 이 군주들은 군사화된 귀족 계층을 형성하고 그들의 군대로 둘러쌓인 요새화된 농장 건물들을 유지했다.
이 켈트족들은 그리스인들과 로마인들에게 존경받는 전사들이였다 (illustration, below). 그들은 자주 용병들로 고용되었는데, 때로는 대규모 전투에서 양측에서 싸웠다. 그들은 소아시아를 통치한 변절한 셀레우코스의 왕자 안티오코스 히에락스의 편을 들어 싸울때까지 아무런 신경을 쓰지 않고 수년 동안 족장들과 그의 병사들은 소아시아의 서부의 절반을 황폐화시켰다. 이에락스는 페르가몬 (기원전 241년 – 기원전 197년)의 통치자 아탈루스를 격퇴시키려 했는데, 대신에 아탈루스의 깃발 아래에서 그리스 도시들이 연합해버렸고, 그의 군대는 그들에게 몇 가지 심각한 패배를 당했고, 갈라티아인의 약 232 명은 영구히 정착하고 이미 그들의 이름을 부여한 지역에 국한되도록 강요당했다. 빈사의 갈리아인 (페르가몬에서 전시된 유명한 조각상)의 배경은 한 세기 동안 헬레니즘 문화에서 선호되는 배경으로 남았다.
그들의 지역에 대한 권리는 공식적으로 인정되었다.
페르가몬의 아탈루스 왕조의 왕은 점점 더 치열해지는 소아시아의 전쟁에서 갈라티아인들의 용병등을 사용했으며; 또다른 갈라티아 용병 무리는 일식이 그들의 마음을 동요시켜 이집트의 군주 프톨레마이오스 4세 휘하의 부대에서 탈주하기도 했다.
기원전 2세기 초 그들은 소아시아 지역에 대한 종주권을 되찾으려한 안티오코스 3세 메가스의 위험한 동맹이라는걸 증명해내기도 했다. 기원전 189년 로마는 갈라티아 전쟁에서 그나이우스 만리우스 불소에게 갈라티아인들에 대한 원정군을 보냈다. 그는 그들을 패퇴시켰다. 갈라티아는 이후로 기원전 189년부터 지방 통치자를 통해 로마의 지배를 받게 됐다. 갈라티아는 쇠퇴하기 시작했고 폰투스의 지배하에 놓이기 됐다. 그들은 미트리다테스 전쟁에서 로마인들을 지지하며 마침내 자유를 얻었다.
기원전 64년에 갈라티아는 로마의 위성국이 되었고, 옛 이들의 정치 구조는 사라지게 되었으며, 각 부족당 한 명씩, 세 명의 족장들이 임명되었다. 그러나 이 구조는 키케로와 율리우스 카이사르의 동시대 사람이자 이 족장들 중 한 명인 데이오타루스가 다른 두 족장의 지배자임을 선언하게 되면서 곧 사라지게 되었고 로마인들도 그를 갈라티아의 왕이라고 마침내 인정하였다.

## 부족
- 텍토사게스족 - 갈라티아인들의 수도 앙키라 주변인 중앙에 위치했다
- 톨리스토보기이족 - 그들의 주요 도시인 페시누스 주변인 서부 지역에 위치했고, 키벨레를 신성시했다
- 트로크미이족 - 그들의 주요 도시인 타비움 주변인 동부에 위치했다

각 부족의 영토는 4개의 주 (Canton) 또는 족장 (tetrarchy)로 나뉘었다. 12명의 족장들은 그 밑에 판사와 장군 한명 씩을 두었다. 갈라티아의 국가 회의는 300명의 의원들과 각 족장들로 이뤄졌고 드리네메톤 (Drynemeton)에서 정기적으로 열렸다.
이들 역시도 갈리티아 부족에 속했다:
- 아이고사게스족[4] - 트로이와 키지코스 사이[4]
- 다구테니족[4] - 오르하넬리 인근 오늘날 마르마라 지역
- 이노반테니족[4] - 트로크나데스 동쪽
- 오콘디아니족[4] - 피르지아와 갈라티아 사이의 오늘날 악셰히르 호수의 북동쪽
- 리고사게스족[4] - 위치 확인되지 않음

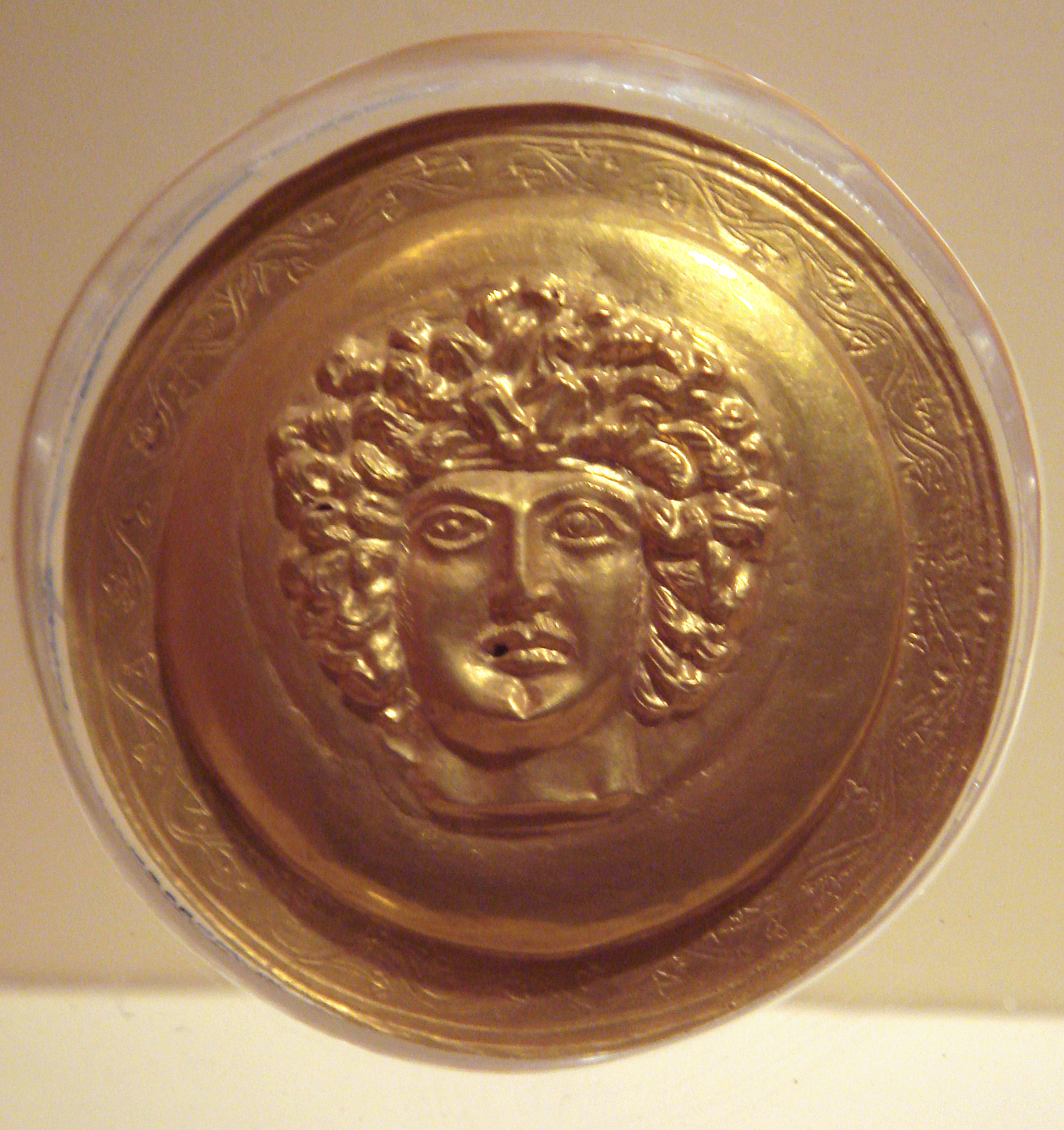
기원전 3세기에 만들어진 갈라티아인의 머리가 새겨진 황금으로 된 트라키아 예술품. 이스탄불 고고학 박물관 소장.
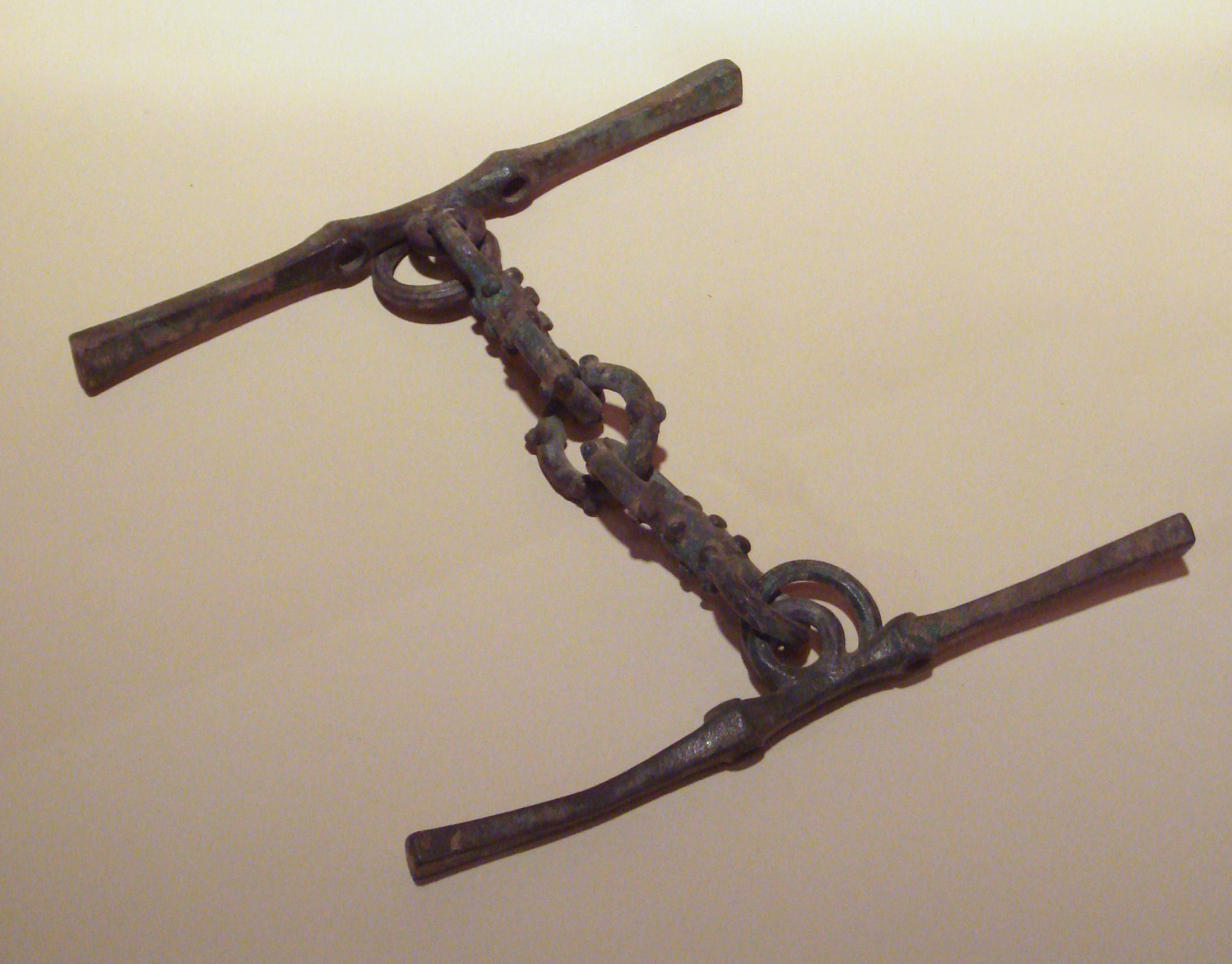
볼루 히디르시흘라르 봉분에서 발견된 기원전 3세기의 갈라티아의 청동 제갈. 이스탄불 고고학 박물관 소장.
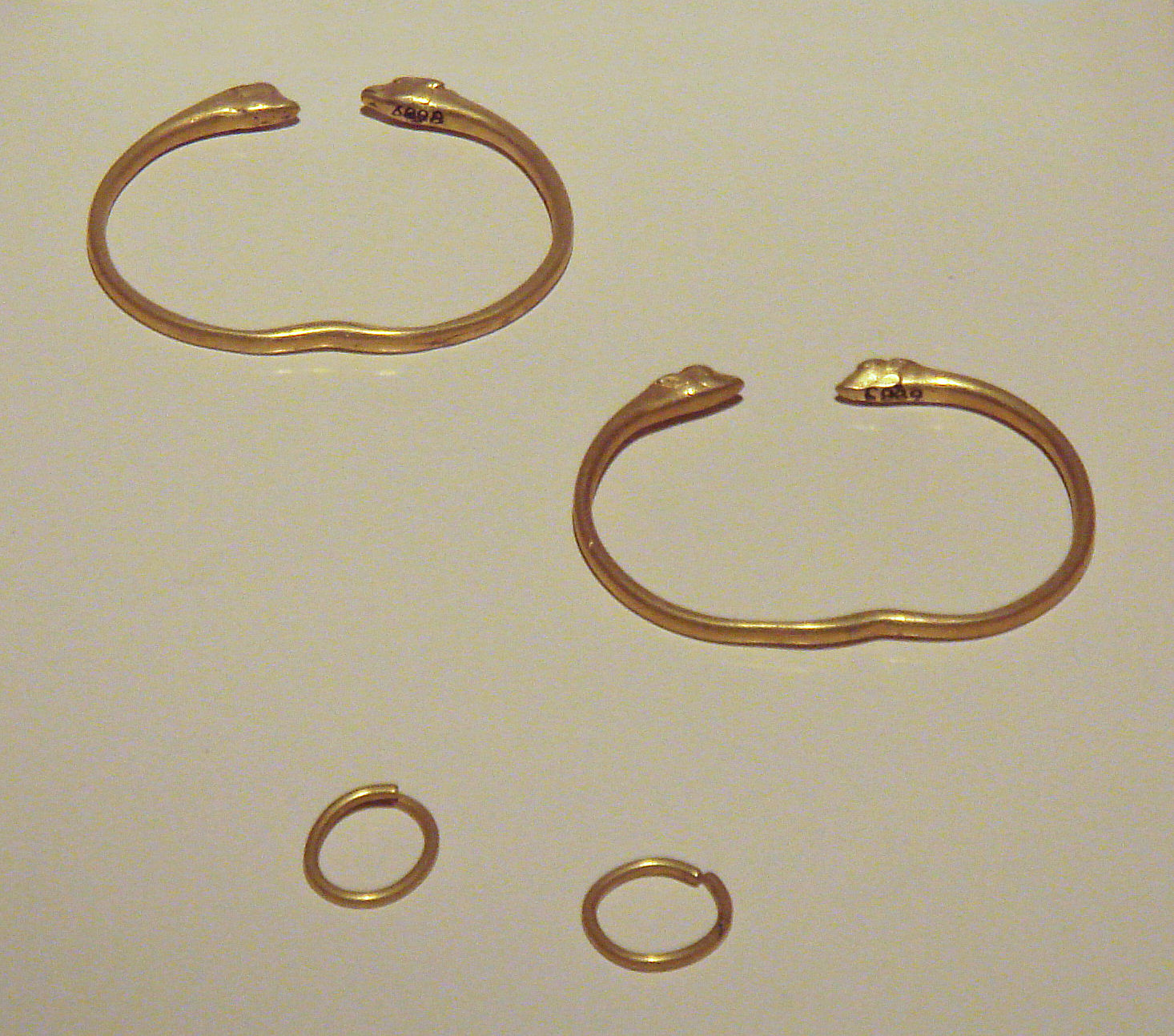
볼루 히디르시흘라르 봉분에서 발견된 기원전 3세기의 갈라티아의 팔찌와 귀걸이. 이스탄불 고고학 박물관 소장.
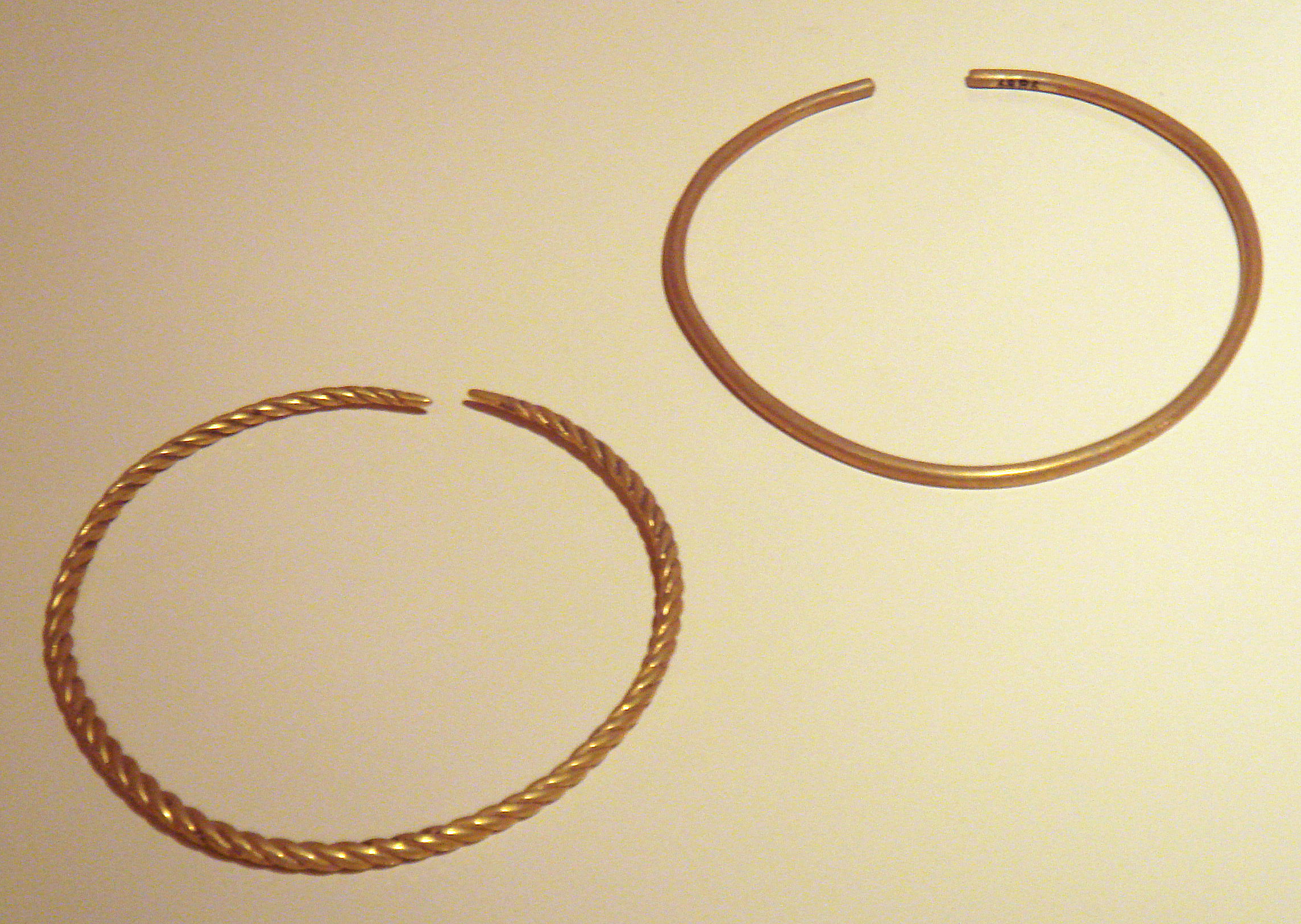
볼루 히디르시흘라르 봉분에서 발견된 기원전 3세기의 갈라티아의 토르크. 이스탄불 고고학 박물관 소장.
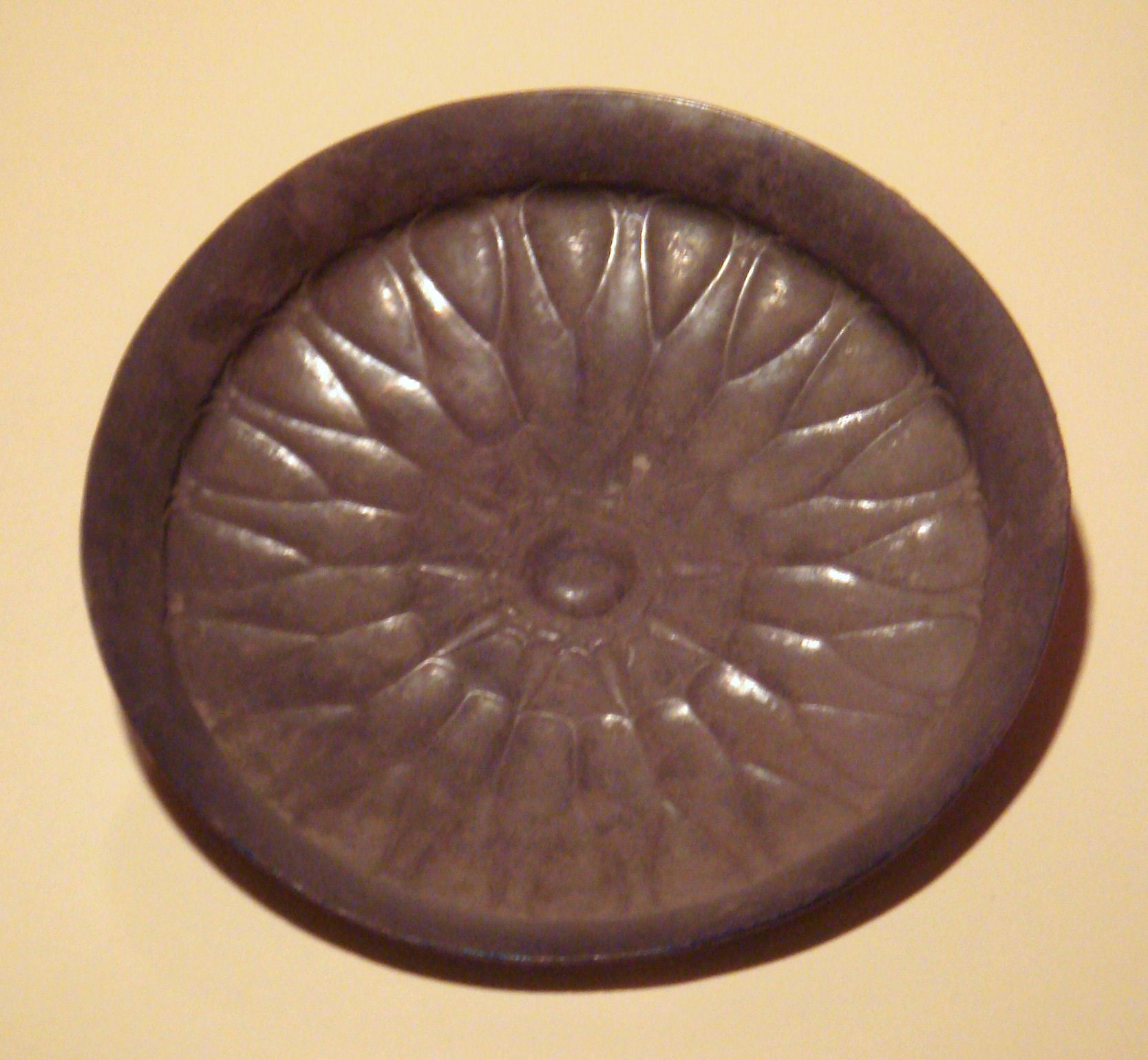
볼루 히디르시흘라르 봉분에서 발견된 기원전 3세기의 갈라티아의 그릇. 이스탄불 고고학 박물관 소장.
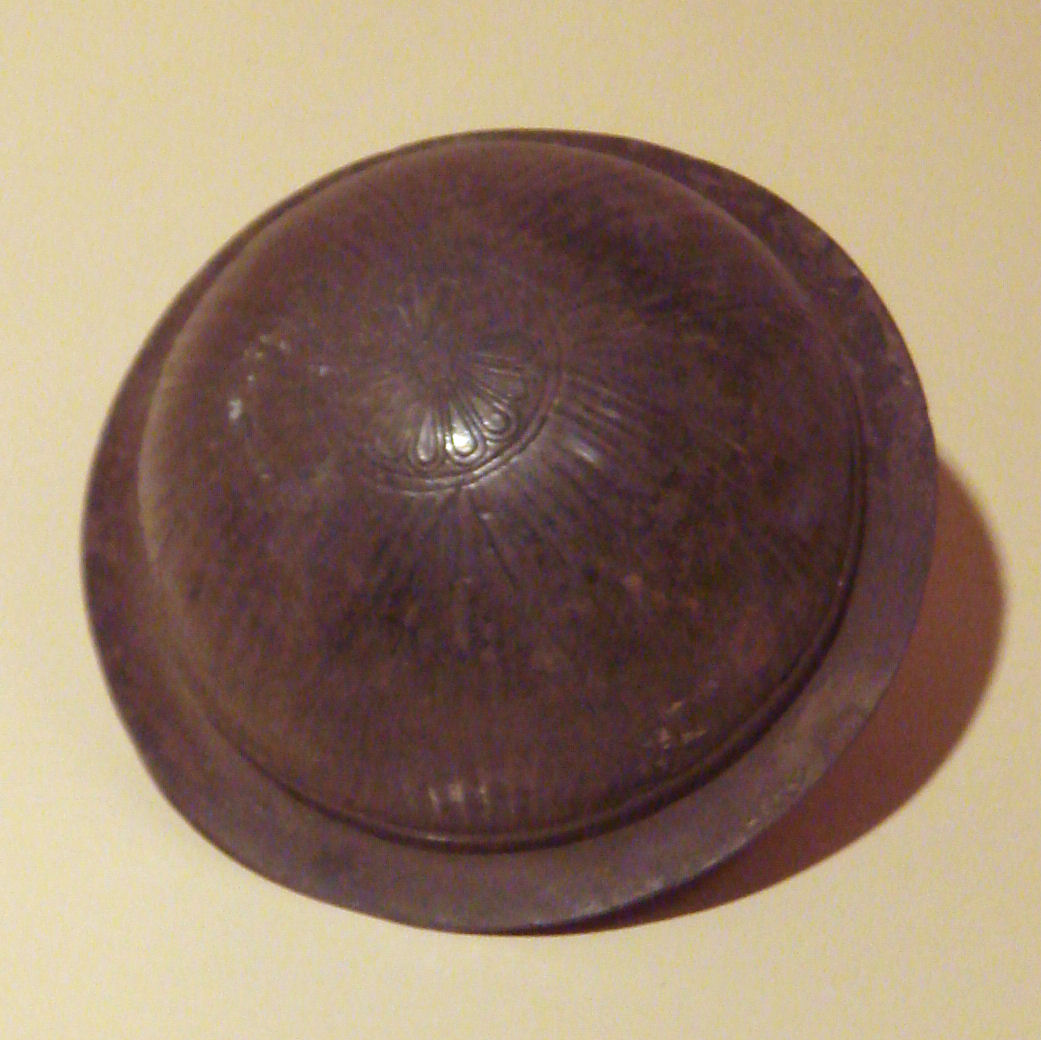
볼루 히디르시흘라르 봉분에서 발견된 기원전 3세기의 갈라티아의 물건. 이스탄불 고고학 박물관 소장.

## 같이 보기
- 켈트족 부족 목록
- 갈리아인
- 갈라티아
- 갈라티아 군주의 목록
- 갈라디아인들에게 보낸 편지
- 오노마리스